# Morella caroliniensis
Morella caroliniensis är en porsväxtart som först beskrevs av Philip Miller, och fick sitt nu gällande namn av John Kunkel Small. Morella caroliniensis ingår i släktet Morella och familjen porsväxter. Inga underarter finns listade i Catalogue of Life.